# Klášterská Lhota
Klášterská Lhota település Csehországban, Trutnovi járásban. Klášterská Lhota Dolní Kalná, Hostinné, Kunčice nad Labem és Prosečné településekkel határos. Lakosainak száma 233 fő (2024. január 1.).

## Népesség
A település lakosságának változását az alábbi diagram mutatja:
| Lakosok száma | 520  | 475  | 403  | 288  | 222  | 183  | 224  | 233  | 229  | 233  |
|               | 1869 | 1890 | 1921 | 1950 | 1980 | 2001 | 2017 | 2019 | 2022 | 2024 |